# چیسترنا دآستی
چیسترنا دآستی (به ایتالیایی: Cisterna d'Asti) یک کومونه در ایتالیا است که در استان آسته واقع شده‌است.

## خصوصیات
چیسترنا دآستی ۱۰٫۷ کیلومترمربع مساحت و ۱٬۲۵۷ نفر جمعیت دارد.